# Potamoidea
Super-famille
Les Potamoidea sont une super-famille de crabes vivant en eau douce. Elle comprend trois familles.

## Liste des familles
Selon World Register of Marine Species (30 juin 2016) :
- famille Deckeniidae Ortmann, 1897
- famille Potamidae Ortmann, 1896
- famille Potamonautidae Bott, 1970

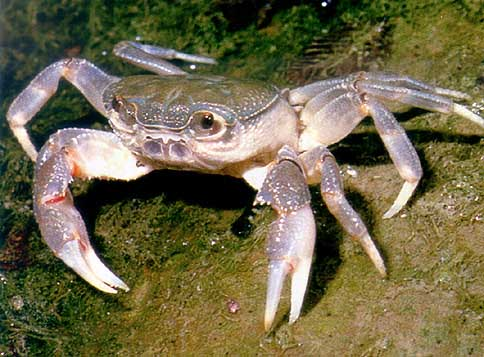
Potamon fluviatile (Potamidae)
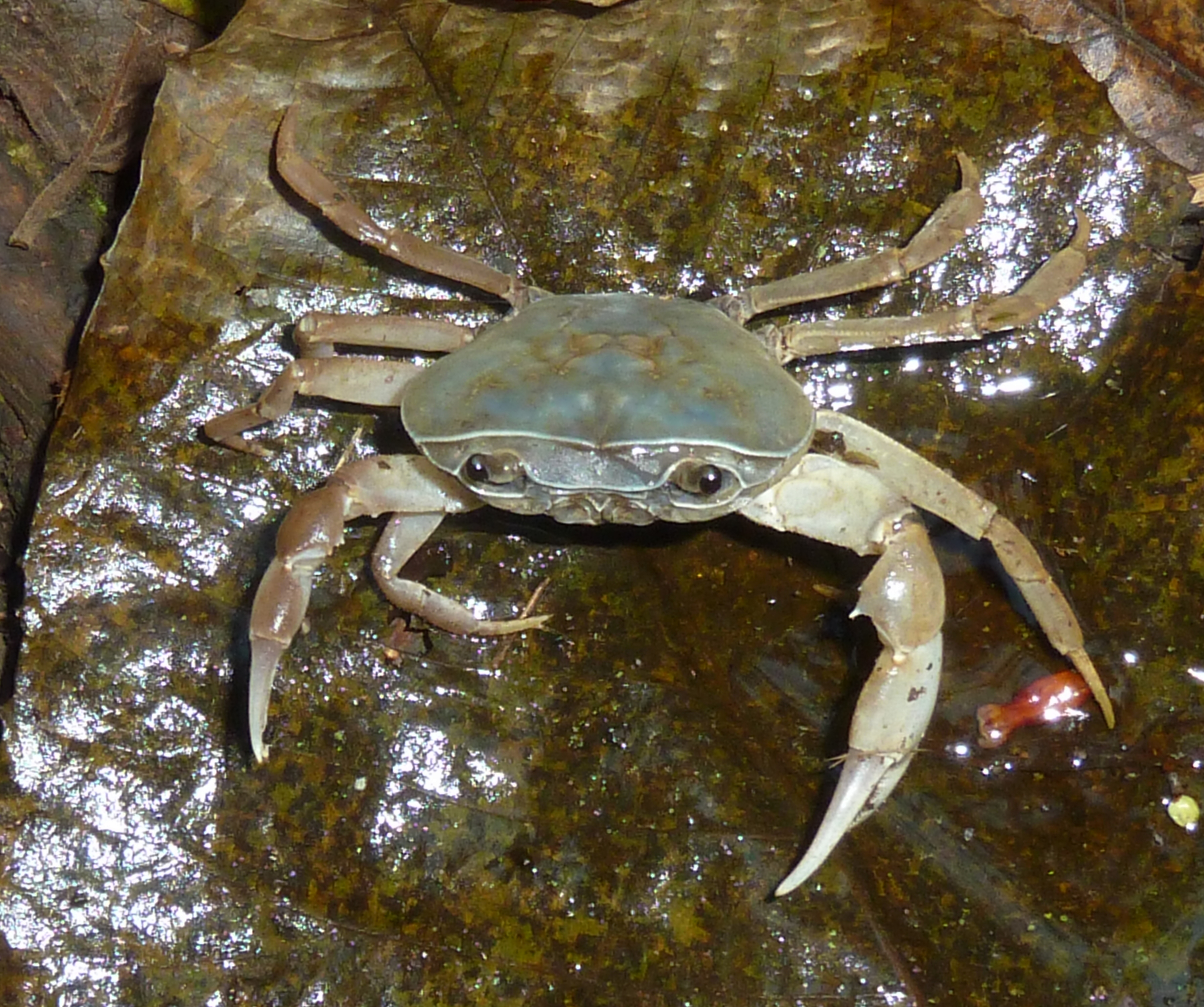
Potamonautes sidneyi (Potamonautidae)

## Référence
- Ortmann, 1896 : Das System der Decapoden-Krebse. Zoologische Jahrbücher. Abteilung für Systematik, Geographie und Biologie der Thiere, vol. 9, n. 3, p. 409–453.

## Sources
- Ng, Guinot & Davie, 2008 : Systema Brachyurorum: Part I. An annotated checklist of extant brachyuran crabs of the world. Raffles Bulletin of Zoology Supplement, n. 17 p. 1–286.